# Площадь Дзержинского (Дзержинск)
Пло́щадь Дзержинского — площадь Дзержинска. Расположена в центре города.

## История
Площадь расположена в центре города Дзержинска. Названа именем председателя ВЧК. Нынешнее название площадь получила после оформления сквера и установки памятника Дзержинскому в 1948 году. Из зданий, построенных до ВОВ, сохранились лишь мэрия, кинотеатр «Ударник», а также здание, в котором находится 2-й отдел милиции. В 1950-е годы это здание было надстроено двумя этажами, составив единый архитектурный комплекс вместе с почтамтом.

## Примечательные здания и сооружения
- Дом Советов — довоенное здание. Является памятником архитектуры эпохи конструктивизма. Здание занимает мэрия[2].
- Кинотеатр «Ударник» — довоенное здание, открывшееся в 1938 году.
- Ресторан «Ока» — здание появилось, как и универмаг, в 1950-е годы.
- Здание 2-го отдела милиции — довоенное здание. Частично сохранилось путем надстройки в 1950-х годах двух этажей.
- Гостиница «Дружба» — вместе с резиденцией городской думы завершило архитектурное оформление площади.
- Памятник Ф. Э. Дзержинскому — воздвигнут в 1948 году. Скульптором был С. Д. Меркуров, архитектором — А. Ф. Кусакин.